# 卡拉格茲和哈西瓦特

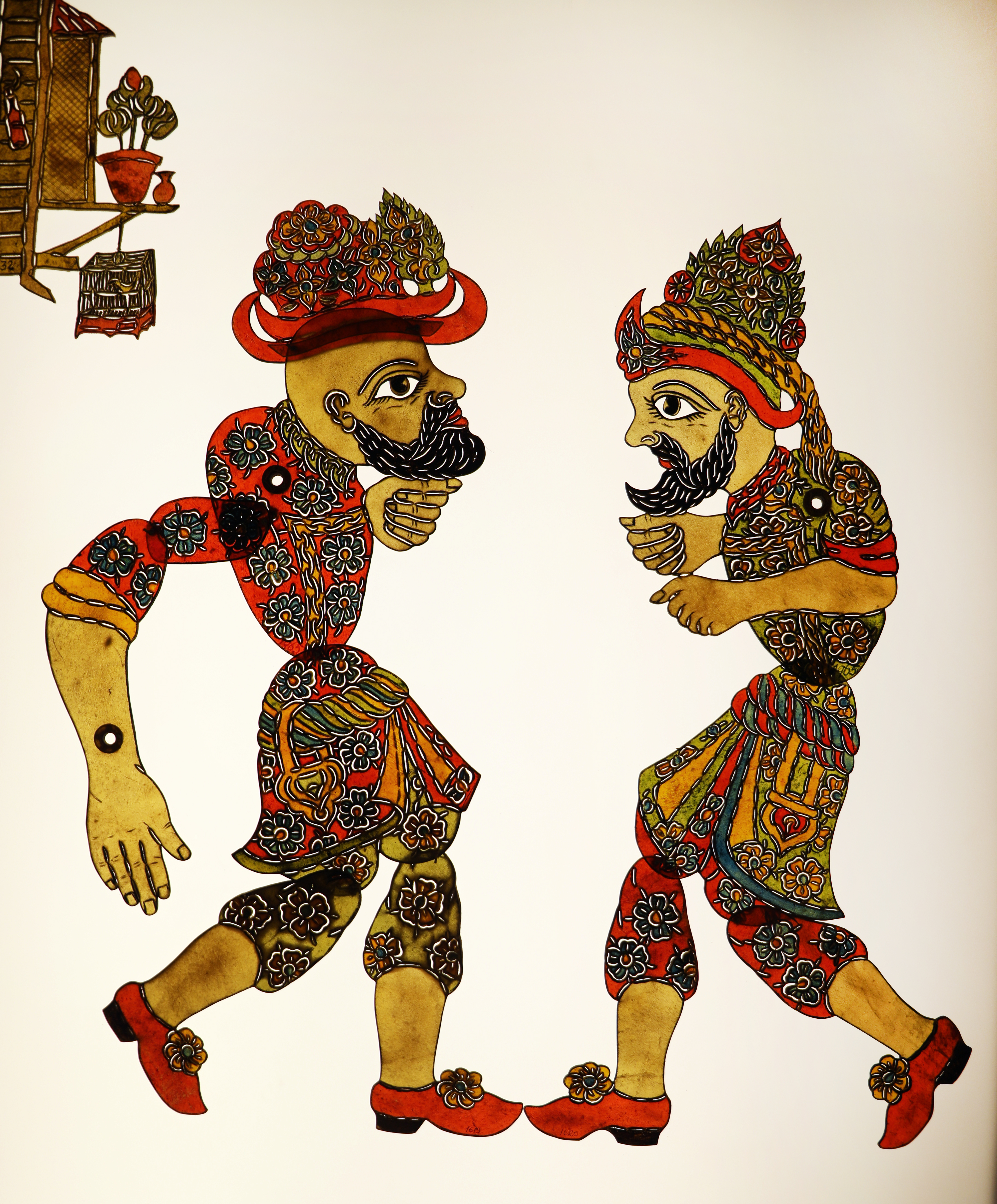
哈西瓦特（右）和卡拉格茲（左）

卡拉格茲（意为“黑眼睛”或“吉普赛人”）和哈西瓦特（Hacivat，又可寫成 ）是土耳其傳統的皮影戲的主角，源于奧圖曼時期，至今仍廣受歡迎。